# 华雀麦
华雀麦（学名：Bromus sinensis Keng）是一种禾本科雀麦属植物。这种植物分布于中国四川阿坝藏族羌族自治州及甘孜藏族自治州、青海和甘肃的南部。其种加词“sinensis”意为“中华的”。

## 变种
- 小华雀麦 Bromus sinensis var. minor L. Liu